# Mohammad Al-Shalhoub
Mohammad Bander Al-Shalhoub (in arabo محمد الشلهوب‎?; La Mecca, 8 dicembre 1980) è un allenatore di calcio ed ex calciatore saudita, di ruolo centrocampista.

## Carriera
Giocava come esterno sinistro e ha partecipato al Mondiali del 2002 e del 2006.

## Statistiche

### Statistiche da allenatore
Statistiche aggiornate al 25 maggio 2025.
| Stagione        | Squadra         | Campionato      | Campionato | Campionato | Campionato | Campionato | Coppe nazionali | Coppe nazionali | Coppe nazionali | Coppe nazionali | Coppe nazionali | Coppe continentali | Coppe continentali | Coppe continentali | Coppe continentali | Coppe continentali | Altre coppe | Altre coppe | Altre coppe | Altre coppe | Altre coppe | Totale | Totale | Totale | Totale | % Vittorie | Piazzamento |
| Stagione        | Squadra         | Comp            | G          | V          | N          | P          | Comp            | G               | V               | N               | P               | Comp               | G                  | V                  | N                  | P                  | Comp        | G           | V           | N           | P           | G      | V      | N      | P      | %          | Piazzamento |
| --------------- | --------------- | --------------- | ---------- | ---------- | ---------- | ---------- | --------------- | --------------- | --------------- | --------------- | --------------- | ------------------ | ------------------ | ------------------ | ------------------ | ------------------ | ----------- | ----------- | ----------- | ----------- | ----------- | ------ | ------ | ------ | ------ | ---------- | ----------- |
| mag.-giu. 2025  | Al-Hilal        | SPL             | 5          | 4          | 1          | 0          | KC              | -               | -               | -               | -               | ACL                | -                  | -                  | -                  | -                  | SS+Cmc      | 0+0         | 0+0         | 0+0         | 0+0         | 5      | 4      | 1      | 0      | 80,00      | Sub., 2º    |
| Totale carriera | Totale carriera | Totale carriera | 5          | 4          | 1          | 0          |                 | -               | -               | -               | -               |                    | -                  | -                  | -                  | -                  |             | 0           | 0           | 0           | 0           | 5      | 4      | 1      | 0      | 80,00      |             |

## Palmarès

### Giocatore

#### Club

##### Competizioni nazionali
- Campionato saudita: 8

Al-Hilal: 1998, 2002, 2005, 2008, 2010, 2011, 2016-2017, 2017-2018
- Coppa della Corona del Principe saudita: 11

Al-Hilal: 2000, 2003, 2005, 2006, 2008, 2009, 2010, 2011, 2012, 2013, 2016
- Coppa del Principe Faysal bin Fahd: 3

Al-Hilal: 2000, 2005, 2006
- Coppa del Re dei Campioni: 2

Al-Hilal: 2015, 2017
- Supercoppa saudita: 2

Al-Hilal: 2015, 2018
- Coppa del Fondatore saudita: 1

Al-Hilal: 2000

##### Competizioni internazionali
- AFC Champions League: 2

Al-Hilal: 1999-2000, 2019
- Coppa delle Coppe dell'AFC: 1

Al-Hilal: 2001-2002
- Supercoppa d'Asia: 1

Al-Hilal: 2000
- Supercoppa araba: 1

Al-Hilal: 2001